# Duet for One
Duet for One è un film del 1986 diretto da Andrej Končalovskij con protagonista Julie Andrews.
Il film è tratto dall'omonimo dramma di Tom Kempinski.

## Trama
La violinista Stephanie Anderson viene colpita dalla sclerosi multipla e si ritrova a dover affrontare la malattia ma anche a risolvere i rapporti con le persone a lei più vicine.

## Cast
Per la parte della protagonista la produzione pensò inizialmente a Faye Dunaway, poi rimpiazzata da Julie Andrews, che recitò in uno dei suoi rari film drammatici e non diretti dal marito Blake Edwards.

## Accoglienza
Il film è stato accolto positivamente dalla critica 

## Riconoscimento
1987 Candidatura alla migliore attrice in un film drammatico per Julie Andrews.